# Rita Bottiglieri
Rita Bottiglieri (Torre del Greco, 29 giugno 1953) è un'ex velocista, ostacolista e multiplista italiana, cinque volte a medaglia a livello individuale, in manifestazioni internazionali di atletica leggera.
Dopo più di 30 anni dal suo ritiro è ancora nella top ten delle migliori prestazioni italiane di cinque specialità.

## Biografia
Rita Bottiglieri, battezzata dalla stampa '"l'atleta ovunque"', fu un'atleta eclettica: nel 1976, su 9 graduatorie stagionali italiane di specialità, si trovava al primo posto in 5. Nel 1975 vinse due medaglie ai Giochi del Mediterraneo: oro nei 100 m ed argento nei 400 m. Nel 1977 vinse due medaglie di bronzo ai Campionati europei indoor sui 60 m piani e ostacoli.
Sui 100 metri ebbe un personale di 11"46, sui 200 di 23"15, sui 400 di 52"24, sui 100 hs di 13"95, nel salto in lungo di 6,44 m, nei 400 hs fece come miglior prestazione 56"76, mentre nel pentathlon il punteggio migliore della Bottiglieri fu di 4.222 punti. Il talento della Bottiglieri fece sì che quando veniva chiamata in nazionale essa doveva farsi trovare pronta per coprire il maggior numero di gare possibili, data la carenza del periodo di atlete valide. Dopo il 1977 la Bottiglieri orientò comunque la propria carriera verso i 400 ostacoli, gara da poco istituita dalla IAAF, cercando di centrare il record mondiale nella disciplina. Nel 1978 vinse l'argento agli Europei indoor di Milano nei 400 m.
Ha stabilito moltissimi record italiani. Nei 100 m nel 1977 corre in 11"54 (prec. 11"61 Cecilia Molinari) e, sempre nello stesso anno, in 11"46. Nei 200 m stabilisce il record italiano nel 1976 in 23"53, migliorato tre volte nel 1977 in 23"42, 23"38 e 23"15. Nei 400 m migliora il record italiano per ben tre volte nel 1976 in 52"58, 52"4 e 52"51, dopodiché migliora la performance nel 1977 in 52"24.
Nei 100 hs migliora il record italiano nel 1974, fermando il tempo in 13"95 e 13"7 e nel 1975 con 13"6. Nei 400 hs stabilisce il record italiano nel 1976 con 58"10, 1977, correndo in 57"35, tempo migliorato due volte nel 1980 in 57"13 e 56"76. Nel pentathlon migliora il primato italiano nel 1974 con 4.124 punti, migliorandolo due volte nel 1976 con 4.287 punti e 4.222 punti. Primati italiani anche nell'atletica indoor con 7"34 nei 60 m (1977), 53"18 nei 400 m (1978) e 8"37 nei 60 hs (1977).
Vince i campionati italiani nei 100 m nel 1975 (11"50), nel 1976 (11"5) e nel 1977 (11"66); nei 200 m nel 1975 (23"6), nel 1976 (23"5) e nel 1977 (23"62). In Coppa Europa, la Bottiglieri, nel 1977, si classifica seconda sia nei 100 m con 11"69, sia nei 200 m con 23"80, sia nei 400 m con 52"85 nelle semifinali di Bucarest, mentre vince i 100 m con 11"66 e i 200 m con 23"15 nella finale di Trinec. Un terribile infortunio durante un allenamento compromette per sempre la sua carriera.
Attualmente è funzionaria del Comitato olimpico Italiano e svolge la propria attività presso l'Istituto di medicina e della scienza dello Sport.

## Palmarès
| Anno | Manifestazione          | Sede          | Evento    | Risultato        | Prestazione | Note |
| ---- | ----------------------- | ------------- | --------- | ---------------- | ----------- | ---- |
| 1975 | Europei indoor          | Katowice      | 60 metri  | 5ª               | 7"43        |      |
| 1975 | Giochi del Mediterraneo | Algeri        | 100 metri | Oro              | 11"79       |      |
| 1975 | Giochi del Mediterraneo | Algeri        | 400 metri | Argento          | 53"34       |      |
| 1976 | Giochi olimpici         | Montréal      | 400 metri | quarti di finale | 52"51       |      |
| 1977 | Europei indoor          | San Sebastián | 60 metri  | Bronzo           | 7"34        |      |
| 1977 | Europei indoor          | San Sebastián | 60 hs     | Bronzo           | 8"39        |      |
| 1978 | Europei indoor          | Milano        | 400 metri | Argento          | 53"18       |      |

## Campionati nazionali
- 3 volte campionessa nazionale nei 100 metri piani (1975, 1976, 1977)[3]
- 3 volte campionessa nazionale nei 200 metri piani (1975, 1976, 1977)[3]
- 2 volte campionessa nazionale indoor nei 200 metri piani (1975, 1978)[4]
- 1 volte campionessa nazionale indoor nel pentathlon (1974)[4]

## Altre competizioni internazionali
1977
- Argento in Coppa del mondo ( Düsseldorf), 4×400 metri - 3'25"8[5][6]